# Glanville Lalabalavu
Le sergent Ratu Glanville Wellington Lalabalavu, mort en 1946, est un chef autochtone fidjien.

## Biographie
Originaire du village de Somosomo sur l'île de Taveuni, il est le fils de Ratu Josefa Lalabalavu (en), le Tui Cakau (en), chef suprême de la province de Cakaudrove et plus haut chef coutumier de la confédération Tovata. Il est sergent dans le Corps des Travailleurs fidjiens (Fiji Labour Corps), corps militaire déployé en France et en Italie durant la Première Guerre mondiale. Il est hospitalisé durant son service en Italie, et décoré de la médaille du Service méritant (en),.
Il hérite en 1925 du titre de Tui Cakau, et en 1938 le gouverneur Sir Arthur Richards (en) le nomme membre du Conseil législatif des Fidji. Capitaine dans le Corps des Travailleurs fidjiens durant la Seconde Guerre mondiale, il meurt en 1946.